# لكمه خيران (يريم)

تعديل مصدري - تعديل

لكمه خيران هي إحدى قرى عزلة بني عمر بمديرية يريم التابعة لمحافظة إب، بلغ تعداد سكانها 353 نسمة حسب تعداد اليمن لعام 2004.